# Guerra di Miele
La guerra di Miele è stata una disputa territoriale incruenta, svoltasi nel 1839 tra gli Stati statunitensi dello Iowa e del Missouri.
La disputa, svolta a nord di una sottile striscia di territorio lunga 15,3 chilometri che correva sul confine settentrionale del Missouri e su quello meridionale dello Iowa, è stata causata dalla non chiara decisione presa nella Costituzione del Missouri riguardo ai confini, stabiliti da una ricerca svolta nell'epoca dell'Acquisto della Louisiana, e da un'errata interpretazione dei trattati dei Nativi americani. Grazie alla Corte suprema degli Stati Uniti, la sottile striscia in disputa è stata assegnata allo Iowa.